# Casa Fontrodona
La Casa Fontrodona és un edifici situat al carrer de Petritxol, 4 de Barcelona, catalogat com a bé cultural d'interès local.

## Història i descripció
Va ser encarregada el 1847 a l'arquitecte Miquel Garriga i Roca pel notari Joaquim Fontrodona i Vila (Sant Pol de Mar, 1813 - Barcelona, 1873). Consta de baixos amb portals de llinda, planta principal amb balconada correguda i quatre pisos amb quatre balcons individuals en cadascuna. Entre els eixos verticals d'algunes de les obertures hi ha dos plafons de terracota que decoren la façana i representen figures de nens i motius vegetals. Les mènsules i la part inferior de la balconada està decorada amb relleus de sanefes i formes geomètriques.
El 1859, la casa va ser ampliada seguint el mateix estil, amb dues obertures més per planta. Als baixos d'aquesta part afegida hi ha una excel·lent estructura de voltes sobre columnes de fosa, que degueren correspondre a un magatzem.

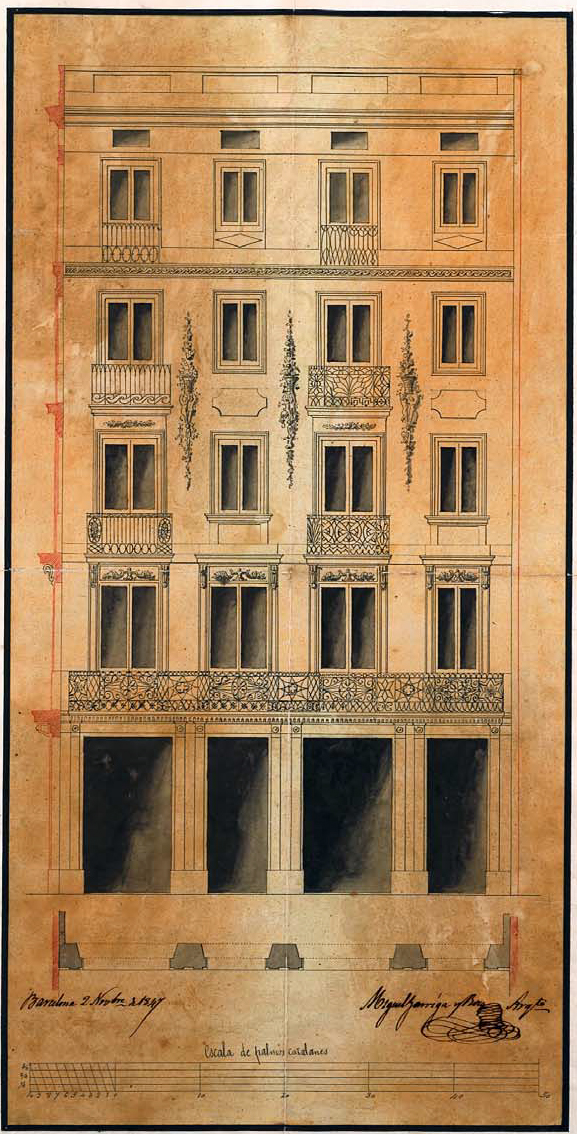
Projecte original de la façana (1847)

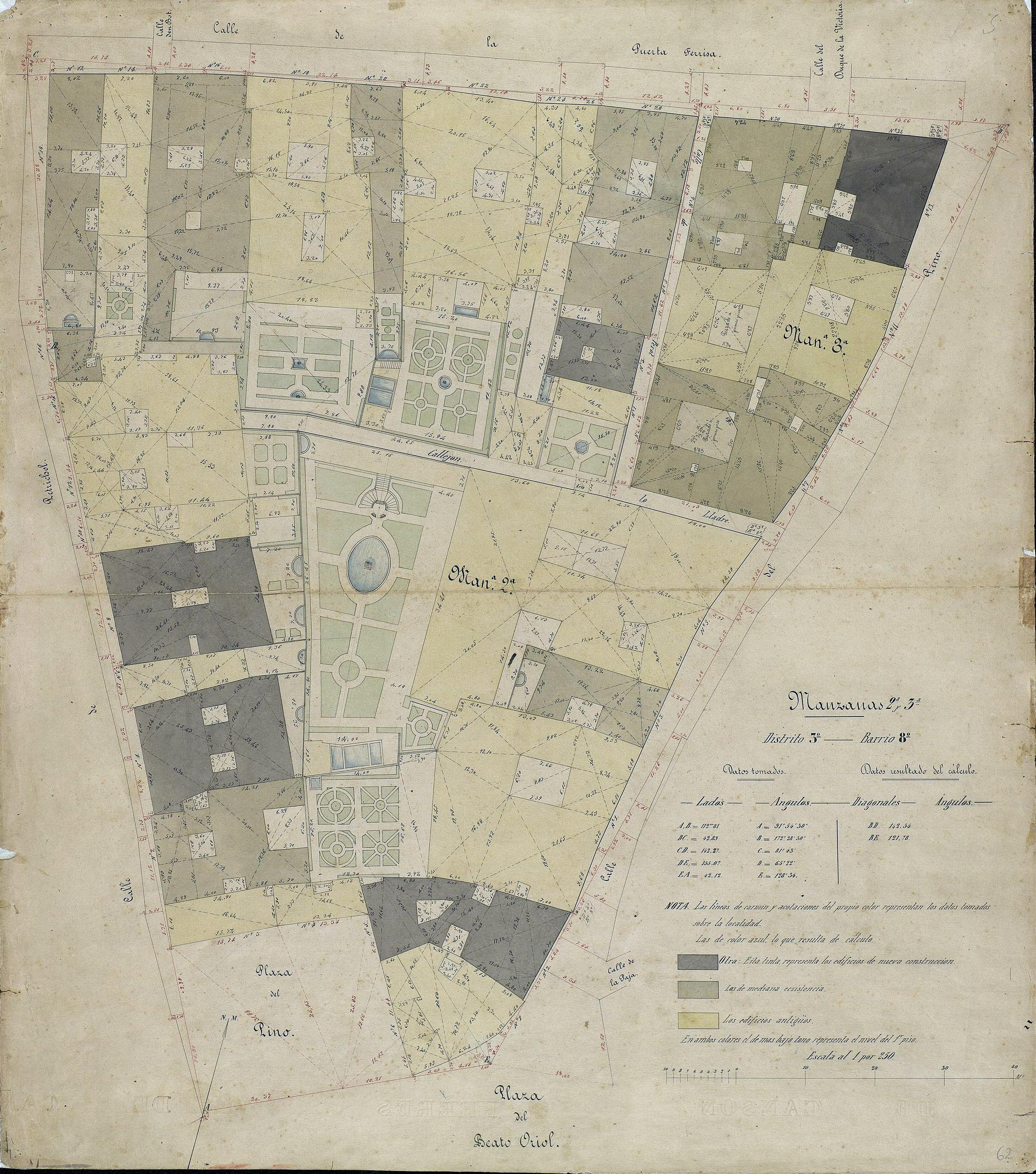
Quarteró núm. 62 de Garriga i Roca (c. 1860)